# Liebigia barbata
Liebigia barbata là một loài thực vật có hoa trong họ Tai voi. Loài này được William Jack mô tả khoa học đầu tiên năm 1823 dưới danh pháp Didymocarpus barbatus.